# Cephalotes pileini
Cephalotes pileini é uma espécie de inseto do gênero Cephalotes, pertencente à família Formicidae.